# Mike Saint Claire
Pas d'image ? Cliquez ici

a Compétitions nationales et continentales officielles uniquement.

b Matchs officiels uniquement.
Dernière mise à jour le 30 décembre 2020.
Mike Saint Claire est un joueur américain, international jamaïcain de rugby à XV. 

## Biographie
Il commence le rugby à l'Université d'État de New York à Stony Brook à Long Island, où il jouait alors au basketball. Avec son équipe, il atteint notamment les quarts de finale nationaux en 2012. En 2013, il obtient son diplôme de philosophie et quitte l'université. Il reste à Long Island, et rejoint le club local, le Long Island RFC. Joueur doué, il intègre l'Académie du Nord-Est, qui rassemble les meilleurs joueurs de la région. À la fin de la saison, il décide de rejoindre le Old Blue RFC afin d'affronter une meilleure concurrence. Il y disputera cinq saisons, jouant aussi bien à XV qu'à sept. En 2018, il joue des matchs amicaux avec le RU New York, qui se crée en vue de rejoindre la MLR. Ses prestations étant positives, il y signe alors son premier contrat professionnel. 
Après sa première saison, et avoir disputé des matchs amateurs avec les Old Blue, il est prolongé au sein de l'effectif du RU New York. 
Il jouera à onze reprises lors de sa première saison, inscrivant trois essais. La même année, il est contacté par la fédération jamaïcaine, afin d'évoluer au sein de l'équipe de Jamaïque de rugby à sept. Il est éligible pour l'équipe, son père étant jamaïcain de naissance. Il participe ainsi aux Sevens Challenger Series 2020 avec la Jamaïque, et inscrit deux essais lors du tournoi de Viña del Mar. 

## Statistiques

### En club
| 2019      | RU New York | 11 | 15 |
| 2020      | RU New York | 1  | 0  |
| 2019-2020 | Total       | 12 | 15 |